# Maurice Martin (pilote)
Pour les articles homonymes, voir Maurice Martin et Martin.
Maurice Martin, né le 7 avril 1920 à Nice et mort le 6 avril 1990 à Nice, est un pilote de rallye et de courses de côtes français.

## Biographie
Il débuta le sport automobile en 1951, sur le circuit de Nice au volant d'une Dyna X, et acheva sa carrière en course au cours de l'année 1964 sur Lotus Cortina, après un total d'environ 200 courses disputées.
Il eut l'opportunité de devenir pilote d'usine pour la marque  Abarth après sa victoire monégasque.
Durant ses loisirs, il fut également pilote de planeur.
Maurice Martin a exercé le métier de concessionnaire automobile pour la marque Panhard, dans sa propre ville natale.

## Palmarès
- Rallye automobile de Monte-Carlo (12 participations au total - 7 fois classé) : 1961 (copilote Roger Bateau), sur Panhard PL 17;
- Vainqueur de classe en 1955 au Monte-Carlo.